# Dromodesmus longipes
Dromodesmus longipes är en mångfotingart som beskrevs av Chamberlin 1923. Dromodesmus longipes ingår i släktet Dromodesmus och familjen Chelodesmidae. Inga underarter finns listade i Catalogue of Life.